# Вищі навчальні заклади Ліхтенштейну
Князівство Ліхтенштейн з моменту набуття чинності місцевого Закону про коледжі, університети і науково-дослідні інститути від 25 листопада 1992 здійснює формування власної системи вищої освіти. 21 січня 2005 року набув чинності Закон про вищу освіту (Hochschulgesetz; HSG), який визначає обов'язки та регулює становище вищих навчальних закладів у Ліхтенштейні.
У теперішній час у Ліхтенштейні діють наступні вищі навчальні заклади:
- Вища школа Ліхтенштейну, заснована у 1961 році
- Інститут Ліхтенштейну (LI) засновано у 1986 році
- Міжнародна академія філософії (IAP), заснована у 1986 році
- Приватний університет Ліхтенштейну (UFL), заснований у 2000 році